# 廣末裕理
廣末 裕理（ひろすえ ゆうり、2014年5月8日 - ）は、日本の男性子役。

## 略歴
2021年6月26日にジャニーズ事務所に当時最年少記録で入所。
2024年3月31日をもってSMILE-UP.を退所。

## 人物
星座はおうし座
好きな食べ物は、ラーメン（塩と醤油）
趣味は、ピアノ、走ること、ドッジボール
特技は、歌うこと

## 出演

### テレビ番組
- 天才てれびくん（NHK Eテレ、2023年4月3日 - ） - てれび戦士
- コタツがない家（日本テレビ、2話 2023年10月25日 - ）

## その他
TikTokのジュニア公式アカウントにダンス動画がある。（2024/04/01 10:00現在）